# Ligya Wachter
Ligya Wachter (Suriname, 1953) is actief in de Nederlandse vrouwenbeweging en komt op voor de belangen van zwarte-, migranten- en vluchtelingenvrouwen (ZMV-vrouwen) en homoseksuelen. Zij is medeoprichter van Black Orchid en Mil Colores.

## Levensloop
Ligya Wachter groeide op in Suriname. In 1975 verhuisde zij naar Nederland, toen haar echtgenoot hier werk vond. Later scheidde zij van haar man en werd verliefd op een vrouw.
Wachter, begon zich te verdiepen in de vrouwenbeweging en werd steeds actiever. In september 1992 las zij een oproep van de Antilliaanse Lucia Bomberg in het feministische tijdschrift Opzij. Bomberg, die destijds DJ bij het COC Utrecht was, nodigde andere lesbische ZMV-vrouwen uit om contact op te nemen. Wachter en elf andere vrouwen reageerden en samen richtten zij Black Orchid op, het landelijke netwerk voor zwarte en migrantenvrouwen die lesbisch zijn. Black Orchid organiseerde vrouwenfeesten, discussiebijeenkomsten en vrouwenweekenden. Het netwerk was populair, maar hield in 1995 op met bestaan vanwege het gebrek aan geld en tijd om de steeds groter wordende organisatie te onderhouden.
Wachter specialiseerde zich in hulpverlening aan ZMV-vrouwen, homo's en lesbiennes en werkte als maatschappelijk werker bij het Algemeen Maatschappelijk Werk (AMW). Later werkte zij als leidinggevende bij de toenmalige vrouwenopvang Vieja in Utrecht. Sinds 2004 werkt Wachter als teammanager bij VrouwenOpVang Utrecht.
In 2000 richtte Wachter samen met zeven vriendinnen de multiculturele vrouwengroep Mil Colores op, waarvan zij momenteel algemeen bestuurslid is. Mil Colores organiseert literaire middagen en een jaarlijks dansfeest voor vrouwen in het Zeeheldentheater in Den Haag. Daarnaast neemt de organisatie deel aan evenementen zoals de Europride. Mil Colores verwelkomt elke vrouw ongeacht geaardheid, etniciteit, leeftijd, religie, opleiding en/of leefstijl. Wachter is tevens bestuurslid van  Stichting Rainbow Den Haag (2002), dat zich richt op allochtone mannen en vrouwen en regelmatig evenementen organiseert.
In 2007 was Wachter te zien in de tentoonstelling Monument van Trots. IHLIA maakte de tentoonstelling ter gelegenheid van het twintigjarig bestaan van het Homomonument in Amsterdam.
In januari 2025 ontving Wachter de Bob Angelo-penning van lhbti-belangenorganisatie COC Nederland.